# Florent Caelen
Florent Caelen (1 maart 1989) is een Belgische atleet, die zich heeft toegelegd op de lange afstand en het veldlopen. Hij werd eenmaal Belgisch kampioen.

## Biografie
Caelen werd in 2010 Belgisch kampioen op de halve marathon. In 2014 won hij de marathon van Brussel en in 2015 de marathon van Antwerpen
In 2015 liep Caelen tijdens de marathon van Berlijn met 2:12.51 een persoonlijk record en het olympisch minimum. Omdat het de derde beste tijd van de Belgische marathonlopers was, diende hij af te wachten of niemand die prestatie zou verbeteren. Begin juli 2016 liep Abdelhadi El Hachimi naar 2:10.35. Caelen trok naar de rechtbank om zijn selectie voor de Olympische Spelen in Rio af te dwingen. Hij eiste dat de KBAB zijn oorspronkelijke deadline van april 2016 voor het lopen van het minimum handhaafde. Hij kreeg gelijk van de rechtbank en werd door het BOIC geselecteerd.

### Clubs
Caelen was aangesloten bij Herve AC. In 2009 stapte hij over naar FC Luik.

## Belgische kampioenschappen
| Onderdeel      | Jaar |
| -------------- | ---- |
| halve marathon | 2010 |

## Persoonlijke records
Baan
| Onderdeel | Prestatie | Datum            | Plaats  |
| --------- | --------- | ---------------- | ------- |
| 1500 m    | 3.56,20   | 29 augustus 2009 | Merksem |
| 5000 m    | 14.05,03  | 18 juli 2010     | Brussel |
| 10.000 m  | 29.26,90  | 28 augustus 2010 | Merksem |

Weg
| Onderdeel      | Prestatie | Datum             | Plaats    |
| -------------- | --------- | ----------------- | --------- |
| 10 km          | 30.14     | 6 april 2014      | Brunssum  |
| 10 Eng. mijl   | 49.20     | 18 sept. 2011     | Amsterdam |
| 20 km          | 1:03.30   | 26 mei 2013       | Brussel   |
| halve marathon | 1:04.40   | 14 maart 2010     | Den Haag  |
| marathon       | 2:12.51   | 27 september 2015 | Berlijn   |

## Palmares

### 5000 m
- 2010:  BK AC - 14.05,03

### 10.000 m
- 2010:  BK AC in Naimette-Xhovémont - 30.30,26

### halve marathon
- 2010:  BK AC in Kuurne - 1:06.55
- 2011: 11e Universiade in Shenzhen - 1:11.04
- 2013:  Groet uit Schoorl - 1:06.47
- 2013:  BK AC in Herve - 1:08.42
- 2015:  Groet uit Schoorl - 1:08.25
- 2015: 25e Universiade in Gwangju - 1:11.25
- 2016: 12e halve marathon van Egmond - 1:11.09
- 2018: 14e halve marathon van Egmond - 1:07.51

### marathon
- 2014: 13e marathon van Rotterdam - 2:17.31
- 2014:  marathon van Brussel - 2:16.30
- 2015:  marathon van Antwerpen - 2:16.07
- 2015: 17e marathon van Rotterdam - 2:17.31
- 2016: 44e OS in Rio de Janeiro - 2:17.59

### veldlopen
- 2008: 30e EK U20 in Brussel
- 2010: 54e EK U23 in Albufeira
- 2011: 66e EK U23 in Velenje